# Wesmaelius longifrons
Wesmaelius longifrons là một loài côn trùng trong họ Hemerobiidae thuộc bộ Neuroptera. Loài này được Walker miêu tả năm 1853.